# 248 (số)
248 (hai trăm bốn mươi tám) là một số tự nhiên ngay sau 247 và ngay trước 249.